# Gierkerejaure
Gierkerejaure är en sjö i Strömsunds kommun i Jämtland och ingår i Ångermanälvens huvudavrinningsområde. Sjön har en area på 0,523 kvadratkilometer och ligger 758,9 meter över havet.

## Delavrinningsområde
Gierkerejaure ingår i det delavrinningsområde (717782-145633) som SMHI kallar för Utloppet av Gierkerejaure. Medelhöjden är 787 meter över havet och ytan är 2,44 kvadratkilometer. Det finns inga avrinningsområden uppströms utan avrinningsområdet är högsta punkten. Vattendraget som avvattnar avrinningsområdet har biflödesordning 4, vilket innebär att vattnet flödar genom totalt 4 vattendrag innan det når havet efter 294 kilometer. Avrinningsområdet består mestadels av skog (67 procent) och kalfjäll (12 procent). Avrinningsområdet har 0,52 kvadratkilometer vattenytor vilket ger det en sjöprocent på 21,3 procent.